# Abdi Bile
Abdi Bile (født i 28. december 1962) er en tidligere somalisk atlet.
Han blev under VM i 1987 den første somaliske verdensmester i atletik da han vandt 1500-meter-løb. Under VM i 1993 fik han en bronzemedalje under 1500-meter-løb og blev slået ud i forsøget på at komme til finalen i 800-meter-løb. Det lykkedes ikke for ham at komme til finalen i VM i 1995 da han blev nummer syv i 1500-meter-løb. Biles sidste store deltagelse i et mesterskab var ved OL i 1996 hvor han kom på en sjetteplads i 1500-meter-løb.

## Personlige rekorder
- 800 m: 1.43,60, 16. august 1989, Zürich
- 1000 m: 2.14,50, 13. september 1989, Jerez de la Frontera
- 1500 m: 3.30,55, 3. september 1989, Rieti
- 1 mil: 3.50,67, 22. juli 1994, Oslo
- 3000 m: 7.42,18, 21. august 1994, Köln